# Lonza Group
Lonza Group è un gruppo dell'industria chimica con sede a Basilea in Svizzera. Lonza si occupa principalmente di chimica farmaceutica e biofarmaceutica.

## Storia
Lonza venne fondata nel 1897 nella piccola città di Gampel, Canton Vallese, prendendo il nome dal vicino fiume che scorre nella Lötschental. Inizialmente produsse energia elettrica, poi carbonato di calcio con forni a 2000 °C per l'ossido di calcio. Lonza si spostò a Visp nel 1909. Nel 1915 iniziò la produzione di Calciocianammide per l'uso come fertilizzante. Varie acquisizioni dal 1962 si susseguirono, come la Ftalital di Scanzorosciate. Nel 1969 fu fondata la sede americana Lonza, Inc. a Fair Lawn, NJ. Nel 1974 avvenne la fusione con Alusuisse. Nel 1980 Lonza iniziò la produzione di polimeri a Milano, e l'acquisizione dello stabilimento di San Giovanni Valdarno. Nel 1985 viene acquisita la Moulding Compounds S.p.A. di Brembate Sopra.

### Vaccino Covid-19
Nel maggio 2020 Moderna sigla un accordo per la produzione del vaccino (mRNA-1273) COVID-19. La produzione del vaccino iniziò nel gennaio 2021, dopo l'approvazione delle autorità svizzere. Lonza Group è responsabile dei due terzi del numero di vaccini prodotti nel mondo negli stabilimenti statunitensi e svizzeri. La società collabora anche con Altimmune Inc. per lo sviluppo del vaccino nasale per COVID-19.

## Struttura societaria
- Lonza Life Science Ingredients (LSI)
- Lonza Microbial Control (LMC)
- Lonza Custom Manufacturing (LCM)
- Lonza Bioscience (LBS)